# Mali Maslinovac
Koordinati:   42°48′14″N, 17°22′20″E
Mali Maslinovac  je majhen nenaseljen otoček v Jadranskem morju. Pripada Hrvaški.
Mali Maslinovac leži med rtom Glavat in  otočkom Maslinovac, od katerega je oddaljen okoli 0,6 km, pred vhodom v zaliv Zamaslinova na otoku Mljetu.